# Піхоцьке
Піхоцьке — колишнє село в Україні, розташоване в Овруцькому районі Житомирської області. Належало до Руднянської сільради. 

## Географія
Колишнє село розташоване за 24 км на північ-північний схід від райцентру, за 2,6 км (по прямій) від центру сільради.

## Історія
У 1906 році в селі(хутір Піхоцький) мешкала 181 особа, налічувалось 31 дворове господарство. Належало до Гладковицької волості Овруцького повіту Волинської губернії.
На 1981 рік населення села становило 160 осіб. Населення стало скорочуватися після аварії на Чорнобильській АЕС у 1986 році. 12 січня 1993 року згідно з розпорядженням Кабінету міністрів України територію, на якій розташоване село, було віднесено до другої зони радіаційного забруднення, що передбачає обов'язкове безумовне відселення, у цій зоні також заборонено будь-яку господарську діяльність: капітальне будівництво, оренда землі, рубання лісу тощо.
13 січня 2009 року за рішенням Житомирської обласної ради село Піхоцьке було знято з обліку у зв'язку з відсутністю постійного населення. Однак на 2013 рік тут ще залишався 1 постійний житель, який проживав недалеко від в'їзду в колишнє село.

## Населення
- 1906 рік — 181 житель
- 1981 рік — 160 жителів
- 2013 рік — 1 житель

## Адреса місцевої ради
11111, Житомирська область, Овруцький р-н, с. Рудня, Шкільна, 24

## Виноски
1. ↑  Списокъ населенныхъ местъ Волынской губерніи. — Неофиціальное. — Житоміръ : Волынский губ. стат. комитет, 1906. — С. 174. Архівовано з джерела 19 грудня 2014
2. ↑  Неофициальное. — Житоміръ: Волынский губ. стат. комитет, 1906. — С. 174. — 219 с.
3. ↑  Чернобыль и социум. Национальная академия наук Украины, Институт социологии, 2004. стр. 52
4. ↑  [недоступне посилання з квітня 2019]
5. ↑  Село-призрак Борутино: 11 жителей, автопарк круче некуда, а пчелы - как в Киевской Руси. KP.UA (рос.). Процитовано 26 листопада 2024.
6. ↑  Піхоцьке (нежил.) | село, занедбаний/невикористовується об'єкт, місто-привид. wikimapia.org (укр.). Процитовано 26 листопада 2024.

| Україна | Це незавершена стаття з географії України. Ви можете допомогти проєкту, виправивши або дописавши її. |

| Географія Житомирської області | Це незавершена стаття з географії Житомирської області. Ви можете допомогти проєкту, виправивши або дописавши її. |